# Tilly-Capelle
Tilly-Capelle település Franciaországban, Pas-de-Calais megyében. Lakosainak száma 156 fő (2022. január 1.). Tilly-Capelle Crépy, Ambricourt, Blangy-sur-Ternoise, Érin, Humerœuille, Maisoncelle és Teneur községekkel határos.

## Népesség
A település népessége az elmúlt években az alábbi módon változott:
| Lakosok száma | 159  | 163  | 159  | 157  | 154  | 155  | 155  | 156  |
|               | 2013 | 2015 | 2017 | 2018 | 2019 | 2020 | 2021 | 2022 |